# Anneville-en-Saire
Anneville-en-Saire é uma comuna francesa na região administrativa da Normandia, no departamento Mancha. Estende-se por uma área de 6,05 km². Em 2010 a comuna tinha 396 habitantes (densidade: 65,5 hab./km²).